# Аккорамбони, Джузеппе
Джузеппе Аккорамбони (итал. Pietro Luigi Carafa; 24 июля 1672, Пречи, Папская область — 21 марта 1747, Рим, Папская область) — итальянский куриальный кардинал, доктор обоих прав. Титулярный архиепископ Филиппы с 11 сентября 1724 по 12 апреля 1728. Епископ-архиепископ Имолы с 12 апреля 1728 по 22 февраля 1739. Кардинал-священник с 20 сентября 1728, с титулом церкви Санта-Мария-ин-Траспонтина с 15 ноября 1728 по 16 сентября 1740. Кардинал-священник с титулом церкви Санта-Мария-ин-Трастевере с 16 сентября 1740 по 11 марта 1743. Кардинал-епископ Фраскати с 11 марта 1743 по 21 марта 1747.